# Республіканець (журнал)
«Республіканець» — теоретичний журнал Львівської обласної організації Української республіканської партії.

## Історія
Видання засноване 1991 року. Протягом 1991—1995 років вийшло 14 номерів:
- 1991 — № 1 і № 2;

- 1992 — № 3;

- 1993 — № 4, № 5, № 6 і № 7/8;

- 1994 — № 9, № 10 і № 11/12;

- 1995 — № 13/14.

Наклад окремих випусків сягав 5 тисяч примірників (№ 10 за 1994 рік).
А.В. Кожанов, зокрема, зазначає, що  ще у лютому 1990 року почала виходити газета секретаріату УРП «Визволення», однак у червні 1991 р. Левко Лук'яненко висловив претензії до «Визволення», у якому через політичну незрілість її автора Р. Коваля, з’явилося кілька сумнівних статей, що сіяли серед читачів зовсім невірне уявлення про УРП, тому партія повинна започаткувати власний журнал. Журнал планувався потужним суспільно-політичним виданням на зразок «Українського вісника», в якому висвітлювалися б теоретичні засади національної ідеології, погляди лідерів організації, твори патріотичної тематики. Питання теорії і політичної практики УРП репрезентовано у журналі Львівського відділення УРП «Республіканець», що почав видаватися з 1991.

## Редакційна колегія
Головним редактором журналу був Юрій Киричук. До складу редакційної колегії в різні роки входили: Тарас Батенко (заступник головного редактора), Мирослав Греділь, Іван Гриновець (комерційний директор), Михайло Павлишин, Олег Павлишин, Євген Болтарович, Андрій Гречило, Ігор Кулик, Юрій Пачковський, Степан Рутар, Петро Стецюк, Володимир Трофимович, Юрій Туранський та інші.

## Зміст видання
У кожному випуску журналу статті подавалися в окремих тематичних блоках, присвячених сучасній політиці, проблемам економіки, а також у розділах «Життя і право», «Філософія», «З історії української правової думки», «Погляд в історію», «Культура — мистецтво» тощо.

## Вплив
Видання справило значний вплив на становлення теоретичних та організаційних засад нової демократичної України. Публікації журналу зробили внесок у процес державотворення в Україні. Становлять історичну та наукову цінність, є в списках рекомендованої літератури для вивчення історичних дисциплін, цитуються в підручника, наукових статтях та дисертаціях.